# Aricia suballous
Aricia suballous är en fjärilsart som beskrevs av Obraztsov 1935. Aricia suballous ingår i släktet Aricia och familjen juvelvingar. Inga underarter finns listade i Catalogue of Life.